# Armin Kämpf
Armin Willi Kämpf (* 16. August 1926 in Leipzig; † 8. Oktober 2007 in Berlin) war ein deutscher Schlagersänger und Impresario.

## Leben
Armin Willi Kämpf wurde als Sohn der Kaufleute Max und Karoline Kämpf in Leipzig geboren; er war ein Einzelkind. Von 1947 bis 1949 studierte Kämpf an der Hochschule für Musik Leipzig Klavier und Gesang.
1949 begann er seine Karriere als Sänger; er war Gesangssolist beim Rundfunktanzorchester Leipzig unter der Leitung von Kurt Henkels. 1951 verließ Kämpf die DDR und ging nach Westdeutschland. Ab Dezember 1951 bis November 1952 war er als Sänger und Ansager mit der Eisrevue in Garmisch-Partenkirchen tätig, mit der er auch auf Tournee durch die Schweiz ging. Von 1953 bis 1958 war er als Sänger und, aufgrund seines sportlichen Talents, auch als Eistänzer bei der Eisrevue Holiday on Ice tätig.
Im Jahr 1958 lernte er beim Berliner Rundfunk die Schlagersängerin Bärbel Wachholz kennen; daraufhin kehrte Kämpf in die DDR zurück. Er wurde Wachholz’ Manager, Mentor, Impresario und ständiger Begleiter. Am 9. April 1962 heiratete er Bärbel Wachholz. Aus der Ehe ging der Sohn Stephan (* 1970) hervor. Wachholz starb 1984.
Anfang der 1960er-Jahre nahm Armin Kämpf seine eigene Karriere als Solo-Sänger wieder auf. Er wurde in der Folgezeit zu einem der bekanntesten Schlagersänger der DDR. Häufig sang er Schlager, die Gerd Natschinski eigens für ihn komponiert hatte. Zu seinen erfolgreichen Schlagertiteln gehörten unter anderem Wenn ein junges Mädchen weint (Natschinski/Loose), Wenn so was passiert (Stüwe/Berling), insbesondere jedoch die Duette mit Bärbel Wachholz: Zwei junge Herzen (Spencer/Loose) und Sing für mich (Natschinski/Osten). Die Schlageraufnahmen von Wachholz/Kämpf wurden unter anderem beim Schallplattenlabel Amiga veröffentlicht. Mehrfach war Kämpf auch auf Samplern mit DDR-Schlagern vertreten.
Für Wachholz schrieb er auch die Drehbücher für mehrere Revuen und Solo-Programme; er trat auch gemeinsam mit Wachholz in deren Show-Programmen auf. Ende der 1960er-Jahre beendete er seine Karriere als Sänger.
Von 1969 bis 1973 war er im Lindencorso Berlin als Geschäftsführer tätig. Seit Ende der 1980er-Jahre arbeitete Kämpf als Impresario, so 1987 bis 1989 beim Salon-Orchester Leipzig. Nach der Wende arbeitete er weiterhin als Impresario. 1990 holte er Caterina Valente und Helmut Zacharias (mit den Orchesterleitern Jürgen Hermann und Günter Gollasch) zu Konzerten an die Volksbühne Berlin.
Kämpf lebte nach Wachholz’ Tod allein in einer Ein-Zimmer-Wohnung auf der Fischerinsel in Berlin. Die letzten Jahre seines Lebens verbrachte Armin Kämpf völlig zurückgezogen bei der Familie seines Sohnes in Berlin-Marzahn.